# 中沖雄
中沖 雄（なかおき ゆう、1962年7月18日 - ）は日本の実業家。中沖豊元富山県知事の次男であり、2020年から富山銀行代表取締役頭取を務める。

## 来歴・人物
6期24年富山県知事を務めた中沖豊の次男として、富山市に生まれる。
1986年東京大学経済学部卒業後、日本興業銀行（現：みずほ銀行）入行。同行、みずほ証券時代は、M&A（企業の合併・買収）や事業承継の支援など新しい金融事業を長く担当し、2013年みずほ証券執行役員投資銀行部門営業担当となる。
2019年富山銀行に転じ、常務取締役企業金融部長を務める。人脈が広いとされ、「頭取含みの人事」だとして2020年6月26日付で副頭取に就任する予定だったが、齊藤栄吉頭取の急逝を受け、5月20日開催の臨時取締役会において満場一致で、頭取への昇格が決定した。
富山銀行の頭取は、元日本銀行の高柳卓三、齊藤栄吉、中沖雄と三代続けて外部起用となった。

## 親族
父は中沖豊元富山県知事。国際研修サービス代表取締役社長を務める中沖剛元厚生労働省大阪労働局長は兄。